# Vassbygda
Vassbygda är en by i Stjørdals kommun i Trøndelag fylke i mellersta Norge. Byn ligger vid fylkesväg 6806, nordöst om staden Stjørdal.